# مكاك باجيه
مكاك باجيه (الاسم العلمي: Macaca pagensis ) (بالإنجليزية: Pagai macaque)‏ المعروف أيضًا باسم بوكوي، هو نوع من سعادين العالم القديم يتوطن في جزر مينتاواي قبالة الساحل الغربي لسومطرة. تم إدراجه على أنه مهدد بالانقراض بشدة في القائمة الحمراء للاتحاد الدولي لحفظ الطبيعة بسبب مسكنه الآخذ في التقلص. كان مكاك باجاي يعتبر في السابق نوعاً فرعياً من المكاك السيبيروتي.

## الوصف
ذكور المكاك في جزيرة باجاي أكبر بشكل عام من الإناث. تتراوح أطوال أجسام الذكور من 45–55 سـم (18–22 بوصة) ويبلغ طول جسم الإناث حوالي 40–45 سـم (16–18 بوصة) . طول الذيل 13–16 سـم (5.1–6.3 بوصة) للذكور 10–13 سـم (3.9–5.1 بوصة) للإناث. الذكور أيضًا أثقل وزنًا، حيث يصل وزنهم إلى حوالي 6–9 كـغ (13–20 رطل) بينما تزن الإناث 4.5–6 كـغ (9.9–13.2 رطل) . ظهورهم ذو لون بني غامق. الأرجل بنية وأذرعها بنية محمرة. وجوه قرود المكاك مينتاواي خالية من الفراء وذات بشرة سوداء وعيون بنية. لديهم أكياس خد لحمل الطعام أثناء البحث عن الطعام .

## المسكن والبيئة
الموطن الطبيعي لمكاك باجاي هو الغابات المطيرة ، ولكنه يتواجد أيضاً في غابات المستنقعات النهرية والساحلية. يعيش في مكان مرتفع فوق أرضية الغابة في الظُلات ، ويتناولون الطعام على ارتفاع يتراوح بين 24 و 36 متر (79 و 118 قدم) ويمكن أن ينام على ارتفاع يصل إلى 45 متر (148 قدم) . الغذاء الأساسي لهذا النوع هو التين. قد ينقسمون إلى مجموعات منشقة للبحث عن الطعام وأماكن للنوم. قد يأكلون جنبًا إلى جنب مع مجموعات من اللانغور المينتاواي. تتكون مجموعاته من حوالي 5 إلى 25 فردًا. عادة، تتكون المجموعة من ذكر واحد مع إناث بالغة وذرياتهن. يقرر الذكر إلى أين يذهب ويخبر بقية المجموعة بذلك من خلال صرخات عالية النبرة. قد تتحدى قرود المكاك المنعزلة المتجولة في جزيرة باجاي الذكر المهيمن على موقعه، مما يؤدي إلى معارك عدوانية. الحيوانات المفترسة الطبيعية لهذا النوع هي عقاب الحيات المتوجة والأصلة الشبكية.

## التكاثر
تظهر الإناث الخصوبة والرغبة في التزاوج من خلال إظهار أعضائها التناسلية المنتفخة والمحمرة. تجثم الإناث لبدء التزاوج. تتراوح فترة الحمل بين خمسة وستة أشهر. يولد نسل واحد أثناء الليل. تأكل الأم المشيمة وتلعق الرضيع نظيفًا قبل الصباح. تشترك الأم والصغار في رابطة وثيقة حتى مرحلة البلوغ.

## التهديدات
الموطن الأساسي لهذا النوع هو جزر مينتاواي 150 كـم (93 ميل) قبالة الساحل الغربي لسومطرة. يسكنون ثلاثًا من الجزر الأربع الرئيسية في السلسلة ( شمال باجاي وجنوب باجاي وسيبورا ). بسبب إزالة الغابات من قبل المهاجرين من البر الرئيسي الإندونيسي ، تم إدراج هذا النوع الآن على أنه مهدد بالانقراض بشدة في القائمة الحمراء للاتحاد الدولي لحفظ الطبيعة . الأسباب الرئيسية وراء إزالة الغابات في الجزيرة هي إزالة مساحات واسعة من الأراضي لزراعة المحاصيل النقدية ومزارع نخيل الزيت ، فضلا عن قطع الأشجار لأغراض تجارية . ونتيجة لذلك، يتقلب منسوب المياه في أنهار الغابات بدرجة أكبر بكثير من ذي قبل. كما تسببت الفيضانات المتناوبة وانخفاض منسوب المياه في زيادة أعداد بعوض الملاريا.